# Wekusko Falls Provincial Park
Wekusko Falls Provincial Park är en park i Kanada.   Den ligger i provinsen Manitoba, i den centrala delen av landet, 2 000 km nordväst om huvudstaden Ottawa. Wekusko Falls Provincial Park ligger 278 meter över havet.
Terrängen runt Wekusko Falls Provincial Park är huvudsakligen platt. Wekusko Falls Provincial Park ligger nere i en dal. Trakten runt Wekusko Falls Provincial Park är nära nog obefolkad, med mindre än två invånare per kvadratkilometer.. Närmaste större samhälle är Snow Lake, 9,9 km söder om Wekusko Falls Provincial Park. 
I omgivningarna runt Wekusko Falls Provincial Park växer i huvudsak barrskog.